# Vaxön
Vaxön är den ö i Vaxholms kommun där staden Vaxholm är belägen. Vaxön har knappt 5 000 invånare. Vaxholms fästning ligger däremot inte på Vaxön, utan på en holme mellan Vaxön och Rindö, som heter just Vaxholmen och gav staden dess namn.
År 1558 erhöll kronan Vaxön i ett byte med Per Brahe den äldre. 

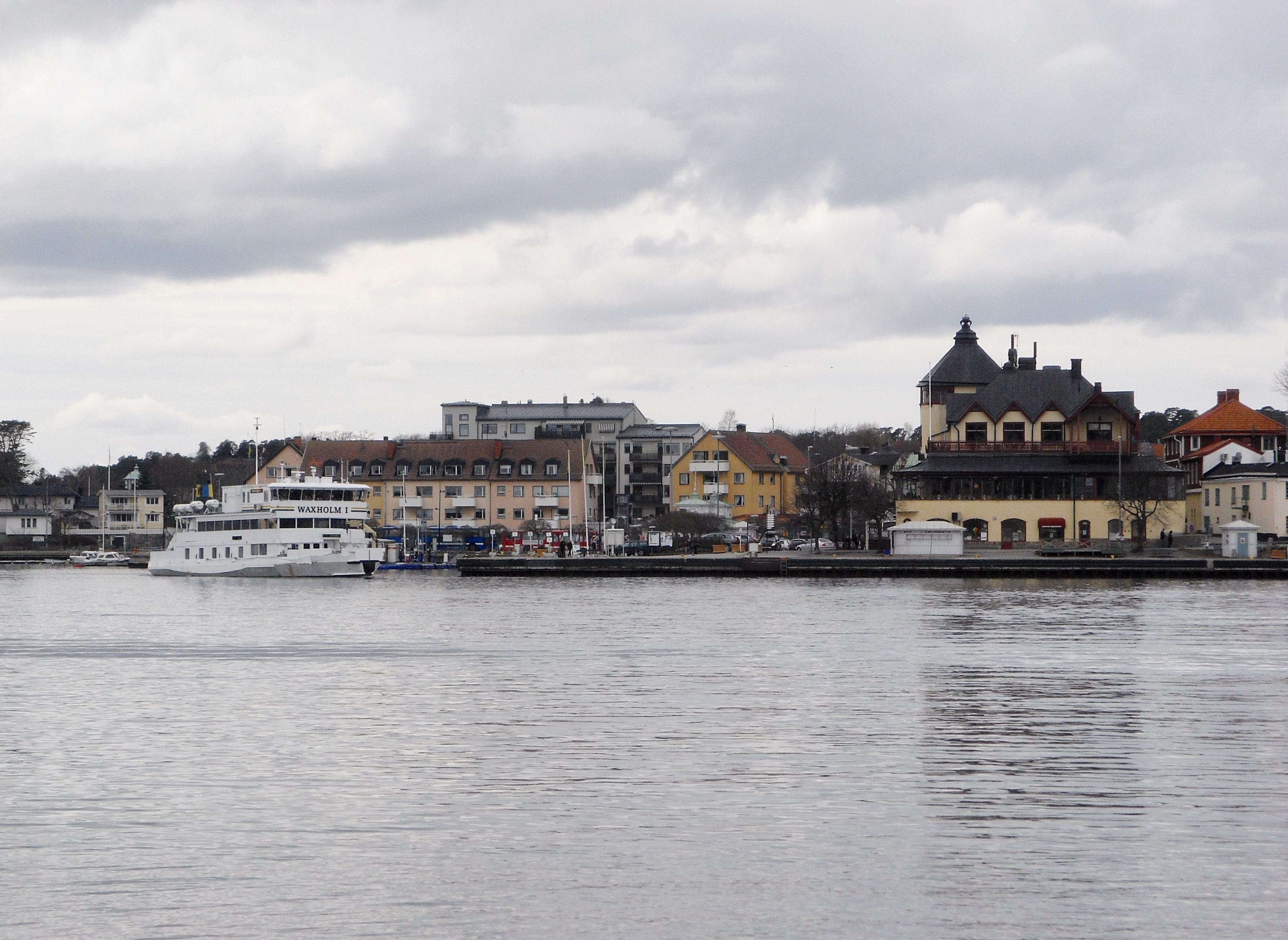
Vaxholms hamn.